# Yannick Lebrun
Yannick Lebrun né le 11 décembre 1986 à Cayenne en Guyane est un danseur et chorégraphe français.

## Biographie
Né le 11 décembre 1986 à Cayenne, il commence la danse à l’âge de 9 ans à l’ADACLAM sous la direction de Jeanine Vérin tout comme Sisley Loubet.
À 17 ans, baccalauréat en poche, il obtient une bourse pour intégrer la « Alvin Ailey School » à New York grâce à Denise Jefferson, alors directrice de l’école. En effet, deux ans auparavant, Denise Jefferson participe au jury de concours régionaux de danse et repère Yannick. Deux années de suite, Yannick partira en stage de danse à New York.
En 2006, il est sélectionné parmi les douze meilleurs élèves de l’école pour faire partie de la compagnie Junior : le groupe Ailey II.
En 2007, Judith Jamison, la directrice artistique de la première compagnie Alvin Ailey American Dance Theater (AAADT), le choisit pour remplacer un des danseurs blessé.
C’est ainsi qu’en 2008, il a la chance d’être engagé d’office par cette compagnie, sans même participer à l’audition annuelle de recrutement, ce qui est exceptionnel.
En 2011, il fait partie du top 25 des danseurs à suivre du Dance Magazine.